# Canadese ijshockeyploeg (vrouwen)

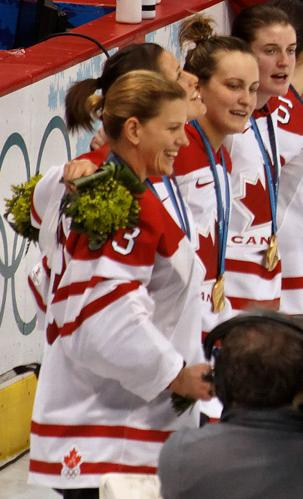
Speelsters bij de prijsuitreiking van de Olympische Spelen 2010

De Canadese vrouwenijshockeyploeg is een team van ijshockeyers dat Canada vertegenwoordigt in internationale vrouwenijshockey wedstrijden. Het team speelde haar eerste wedstrijden in het World Women’s Ice Hockey Tournament 1987 in Canada in het voorjaar van 1987.
Het heeft deelgenomen aan alle Olympische Spelen en wereldkampioenschappen en is daarin recordkampioen met 5 olympische titels en 13 wereldtitels. Het won beide Pacifische kampioenschappen (in 1995 en 1996) en 14 keer de 3/4 Nations Cup. De grootste concurrent is de Verenigde Staten die de overige titels veroverde.
Topscorer aller tijden en recordinternational is Hayley Wickenheiser met 379 punten (168 goals en 211 assists) in 276 wedstrijden. Zij deelt met Jayna Hefford het record aan Olympische ijshockeymedailles namelijk vier gouden en één zilveren. Hun jarenlange teamgenoot Caroline Ouellette won in dat kader eveneens vier gouden medailles.

## Deelname aan de Olympische Spelen
| Jaar | Locatie                           | Plaats |
| ---- | --------------------------------- | ------ |
| 1998 | Japan (Nagano)                    | Zilver |
| 2002 | Verenigde Staten (Salt Lake City) | Goud   |
| 2006 | Italië (Turijn)                   | Goud   |
| 2010 | Canada (Vancouver)                | Goud   |
| 2014 | Rusland (Sotchi)                  | Goud   |
| 2018 | Zuid-Korea (Pyeongchang)          | Zilver |
| 2022 | China (Peking)                    | Goud   |

## Deelname aan het wereldkampioenschap
| Jaar | Locatie                                          | Plaats |
| ---- | ------------------------------------------------ | ------ |
| 1990 | Canada (Ottawa)                                  | Goud   |
| 1992 | Finland (Tampere)                                | Goud   |
| 1994 | Verenigde Staten (Lake Placid)                   | Goud   |
| 1997 | Canada (diverse plaatsen in Ontario)             | Goud   |
| 1999 | Finland (Espoo)                                  | Goud   |
| 2000 | Canada (diverse plaatsen in Ontario)             | Goud   |
| 2001 | Verenigde Staten (diverse plaatsen in Minnesota) | Goud   |
| 2004 | Canada (Halifax, Dartmouth)                      | Goud   |
| 2005 | Zweden (Linköping)                               | Zilver |
| 2007 | Canada (Winnipeg, Selkirk)                       | Goud   |
| 2008 | China (Harbin)                                   | Zilver |
| 2009 | Finland (Hämeenlinna)                            | Zilver |
| 2011 | Zwitserland (Zürich, Winterthur)                 | Zilver |
| 2012 | Verenigde Staten (Burlington)                    | Goud   |
| 2013 | Canada (Ottawa)                                  | Zilver |
| 2015 | Zweden (Malmö)                                   | Zilver |
| 2016 | Canada (Kamloops)                                | Zilver |
| 2017 | Verenigde Staten (Plymouth)                      | Zilver |
| 2019 | Finland (Espoo)                                  | Brons  |
| 2021 | Canada (Calgary)                                 | Goud   |
| 2022 | Denemarken (Herning, Frederikshavn)              | Goud   |
| 2023 | Canada (Brampton)                                | Zilver |
| 2024 | Verenigde Staten (Utica, New York)               | Goud   |
| 2025 | Tsjechië (České Budějovice)                      | Zilver |